# Storia dell'urbanistica

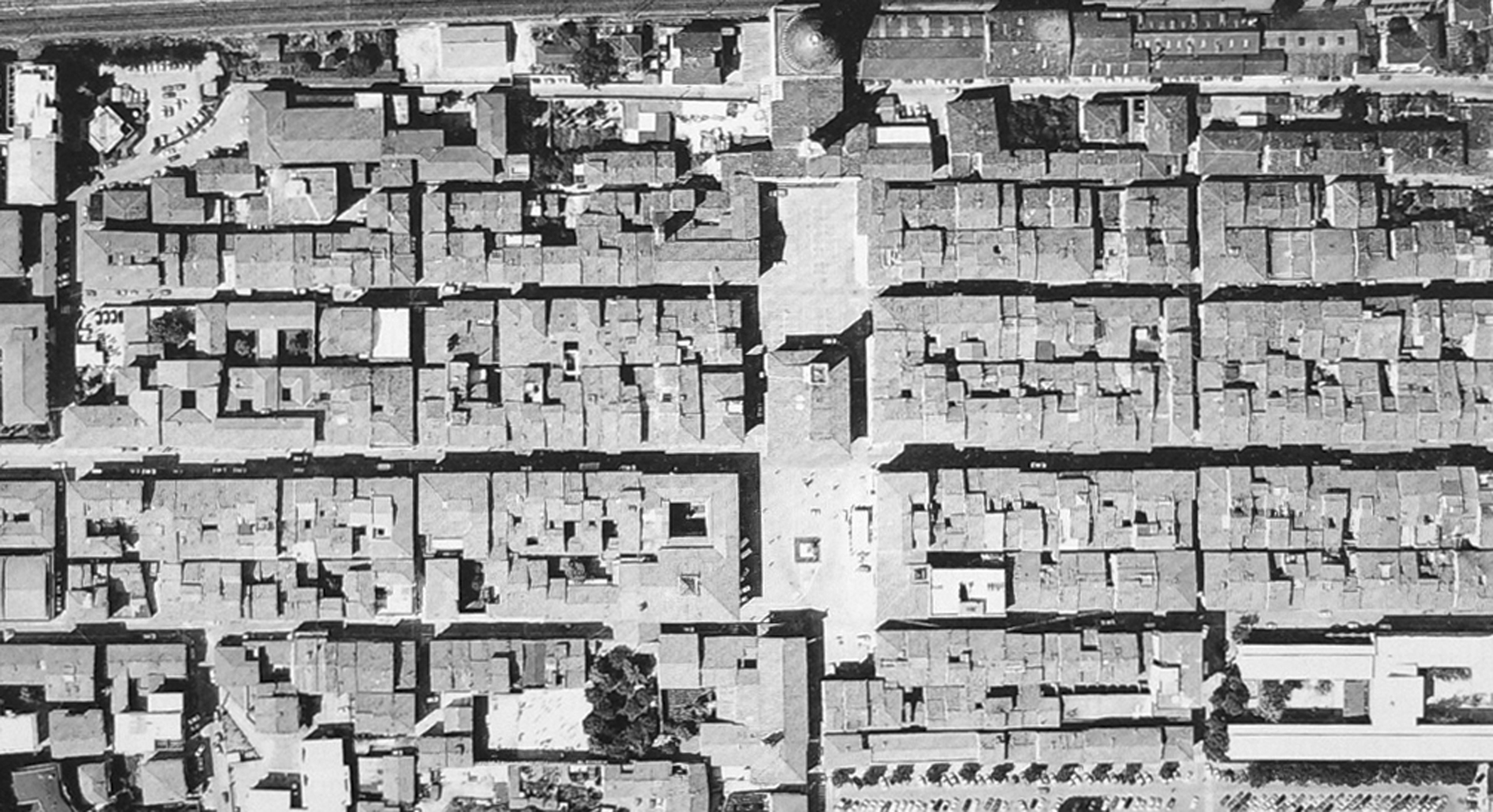
Il centro di San Giovanni Valdarno

La storia dell'urbanistica è la disciplina che studia l'evoluzione degli insediamenti umani, a partire dall'antichità fino agli sviluppi contemporanei e contemporaneamente l'evoluzione dell'urbanistica come attività e disciplina che ha come fine la pianificazione, il riordinamento, il risanamento, l'adattamento funzionale di aggregati urbani già esistenti e la progettazione di nuovi aggregati.

## Definizione

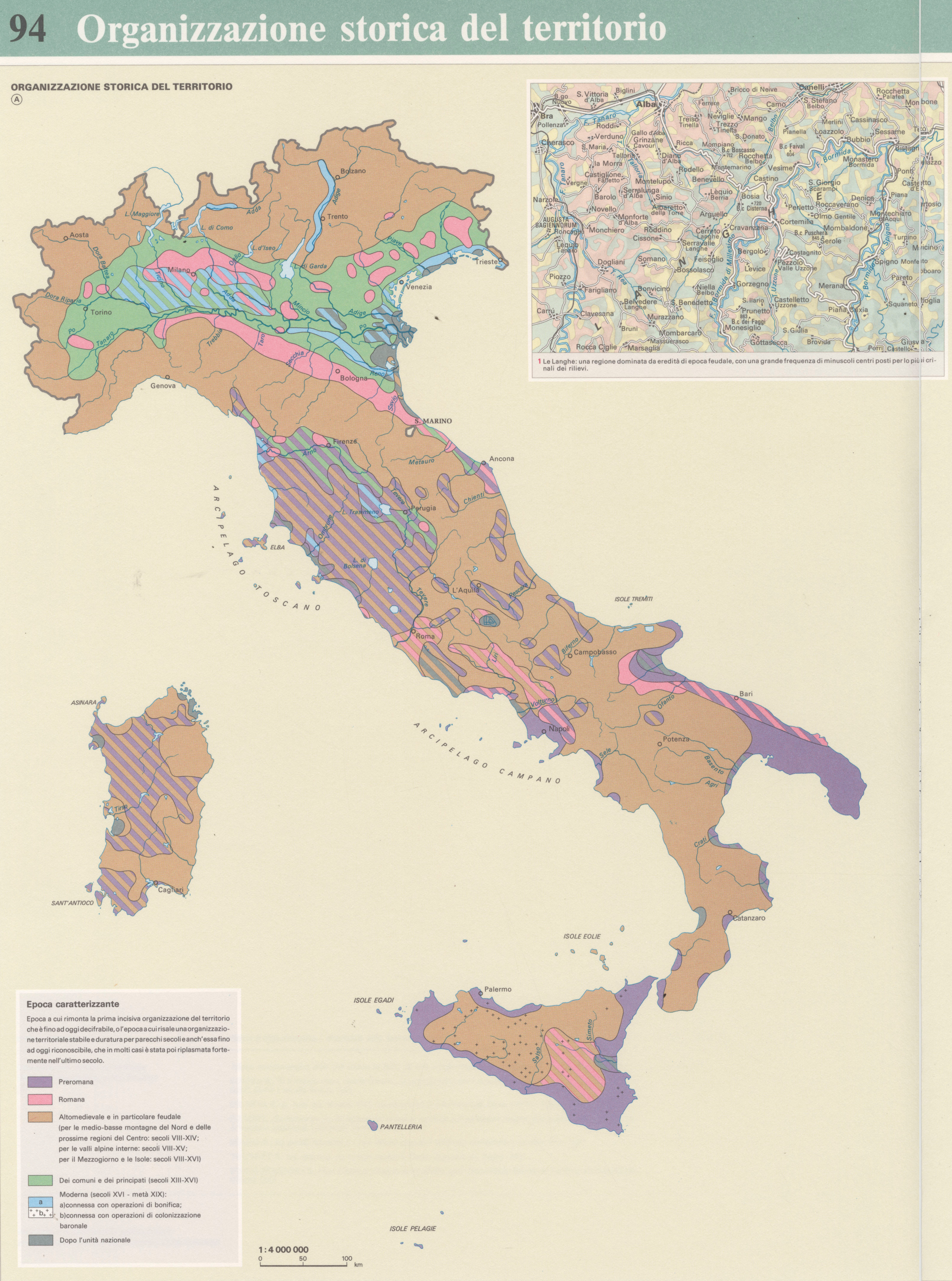
Epoche caratterizzanti dell'organizzazione storica del territorio italiano

La storia dell'urbanistica studia in particolare l'evoluzione dei nuclei urbani abitativi, gli schemi delle città di fondazione nate sulla base di un preciso progetto urbanistico ed un intervento unitario, le conformazioni spontanee determinate spesso dall'orografia dei luoghi, la stratificazione storica degli impianti urbani e le logiche di crescita nel tempo.
Tali aspetti hanno avuto una complessa evoluzione, accompagnando sia la storia delle forme architettoniche sia i cambiamenti nella struttura sociale e politica nelle varie culture.
Nelle scuole si individuano spesso discipline più specifiche come la "Storia della città", "Storia delle teorie urbanistiche", "Storia urbana" (evoluzione sociale), lasciando alla "Storia dell'urbanistica" lo studio delle attività di pianificazione (progettazione delle strutture urbane).

## Civiltà antiche
La necessità di avere un insediamento urbano in cui concentrare le attività di una comunità abbastanza vasta nacque solo in epoca neolitica, quando lo sviluppo dell'agricoltura e l'abbandono delle abitudini nomadi, resero necessaria un'organizzazione sociale complessa ed un insediamento stabile. La disposizione dell'agglomerato di capanne risponde a precisi intenti difensivi o simbolici e prevalgono le forme planimetriche circolari o subcircolari.
Successivamente una vera e propria rivoluzione urbana portò alla nascita di vere e proprie città in zone fertili, lungo grandi fiumi e vaste pianure agricole che consentivano di accumulare ricchezza con la produzione agricola, o in punti che costituiscono passaggi obbligati delle vie di transito e favorivano le attività artigianali e commerciali. I primi centri urbani dei quali abbiamo notizia, situati comunque al centro di un'intensa opera di organizzazione del territorio, erano situate in Mesopotamia (Uruk e Ur), in Palestina (Gerico), lungo il Nilo, nella vallata dell'Indo ed in Cina. 
Le ricerche archeologiche hanno messo in luce per questi insediamenti risalenti prevalentemente al IV millennio a.C., ma anche precedenti, tutti gli elementi costitutivi di ogni struttura urbana: diversificazione produttiva, diversificazione sociale nella conformazione delle abitazioni, strutture difensive, presenza di edifici e spazi specialistici. Non esisteva ancora, nei centri più antichi, una chiara ed intenzionale disposizione spaziale, anche se progressivamente si va a configurare un centro in cui si concentrano i templi ed il palazzo del re, l'edificio più vasto della città, che tende ad avere, sempre più, una struttura ordinata.
La fondazione di un insediamento urbano fu fin dall'inizio un'operazione non solo profana, talora di carattere politico-militare, ma anche e soprattutto religiosa. Di fatto predisporre lo spazio della città era ed è come se si disegnasse quello di un tempio. La scelta del luogo ideale, del tipo di terreno più adatto e della sua posizione rispetto all'orizzonte circostante, la determinazione del tempo e del momento astrale più favorevole per fondare una città erano elementi indispensabili per l'individuazione dello spazio umano da delimitare e da sottrarre al caos della natura e dell'imprevedibile ove non regna altra legge se non quella della sopraffazione.

## Urbanistica greca

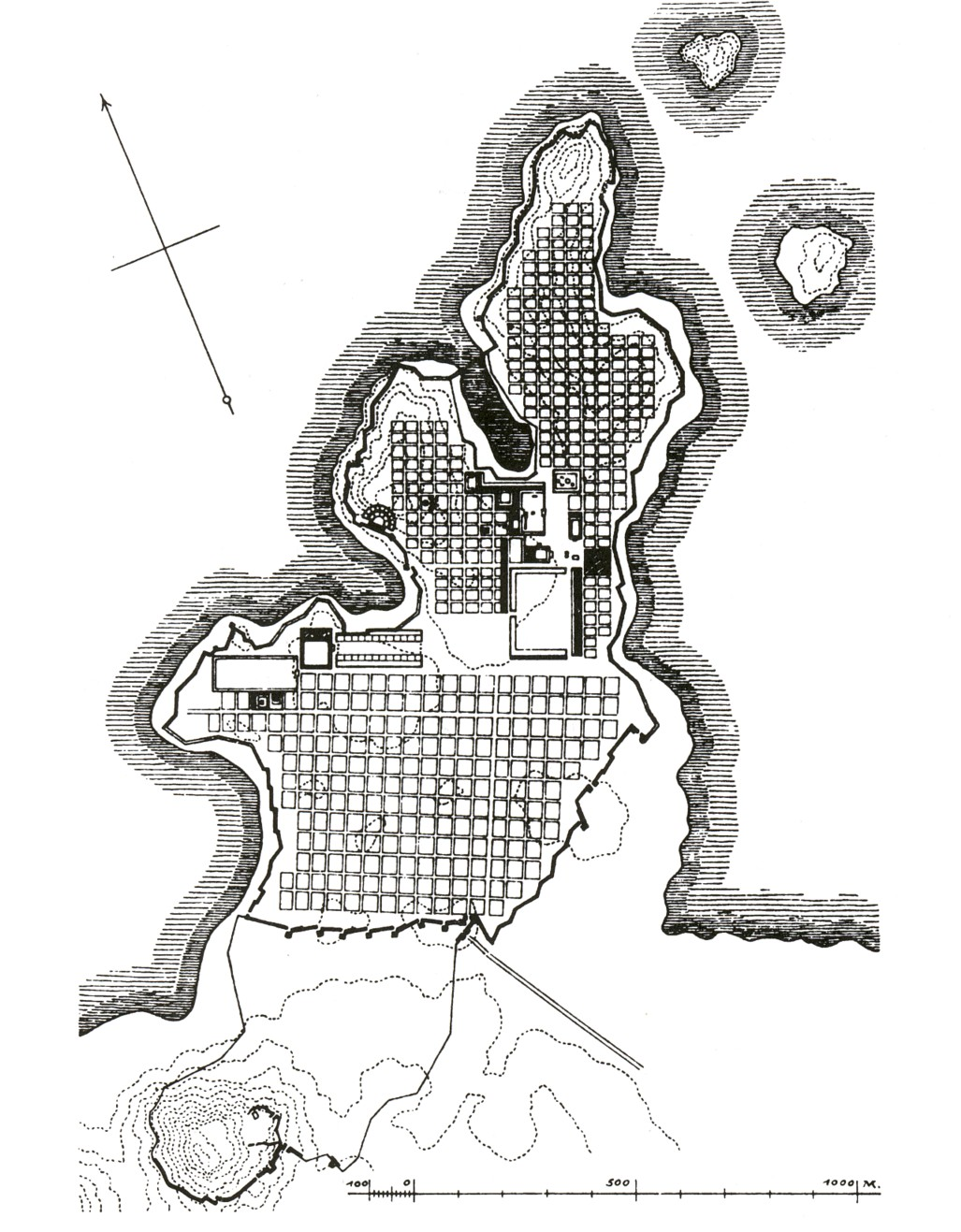
struttura urbanistica della città di Mileto

Il piano di Pella, nel Regno di Macedonia

L'antica Grecia mise a punto, durante la sua complessa evoluzione culturale, ed in particolare nel V secolo, un modello di strutturazione urbana che ebbe molta importanza nella successiva evoluzione dei modelli urbanistici. Si tratta di un impianto costituito da una rete stradale ortogonale, fatto di strade principali (plateiai) e strade secondarie (stenopoi), che divide lo spazio in isolati quadrangolari regolari, spesso in strigae molto allungate (come a Neapolis). In questo tipo di impianto, mancando un centro integrato nella griglia ortogonale, i singoli quartieri e isolati avevano tutti un'importanza equivalente. Il centro simbolico e funzionale della città era invece quasi sempre in posizione decentrata, tradizionalmente posizionato su alture (acropoli). 
Questo schema urbanistico viene spesso chiamato "ippodameo" perché tradizionalmente la sua invenzione viene attribuita a Ippodamo di Mileto che probabilmente teorizzò l'applicazione di un metodo urbanistico già applicato empiricamente in precedenza, regolarizzando la disposizione a scacchiera regolare, ipotizzando un preciso ordinamento sociale e precisando l'importanza dell'orientamento.
In effetti molte anticipazioni di questa concezione di controllo geometrico della conformazione di una città si possono rintracciare nella costruzione di nuove città sulla costa ionica come Smirme (VII secolo) nella Magna Grecia come Metaponto o in Sicilia come Megara Iblea (VI secolo), che si differenziano da altre colonie per la regolarità degli isolati e per l'ortogonalità di alcuni assi viari.
Assi ortogonali adattati alla natura orografica dei luoghi si ritrovano in molte altre colonie come Siracura, Taranto, Locri, Selinunte, Poseidonia.
L'applicazione dello schema ippodameo così come teorizzato, si ebbe probabilmente per la prima volta nella ricostruzione di Mileto città dalla quale era originario Ippodamo. Un altro esempio ricordato speso è la città portuale del Pireo. Tuttavia la prima realizzazione esemplare della scacchiera con modulo quadrato progettato da Ippodamo potrebbe essere la città della Magna Grecia Thurii, presso Sibari, città di fondazione nata nel 444 a.C. su iniziative di Pericle e di molte città della madrepatria, che rappresentò l'intento di tradurre un progetto politico in architettura urbana, con il probabile intento di farne un centro coloniale panellenico; tra i suoi "padri" fondatori, oltre Pericle, potrebbero essereci il sofista Protagora ed il progettista Ippodamo di Mileto, facendola ritenere da alcuni studiosi il vero modello dell'impianto ortogonale e reticolare "ippodameo".
Altre applicazioni si ebbero in epoca ellenistica (Pella, Priene) quando si andò configurando un centro urbano localizzato nel centro geometrico della città.

## Città romane

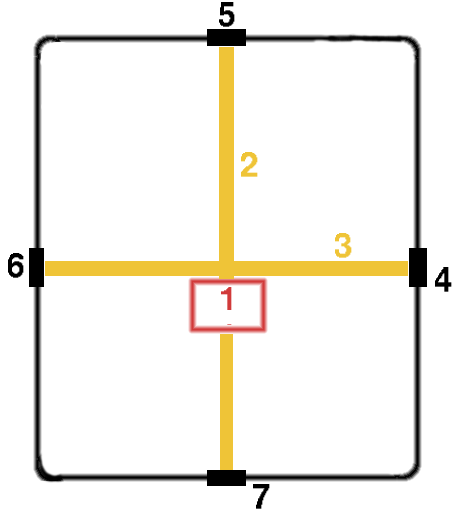
Lo schema della castramentatio

Lo schema ortogonale greco influenzò anche la cultura etrusca, che quando si trattò di fondare nuove città lo utilizzò (Marzabotto, Gonfienti), dando all'atto fondativo un valore simbolico e sacro, regolando la pianificazione e la fondazione, secondo canoni rituali: l'inauguratio (la consultazione degli dei, prima della fondazione), la limitatio (il tracciamento del perimetro e dei limiti interni della città) e la consacratio (il sacrificio celebrato alla fondazione).
L'urbanistica romana fu l'erede degli schemi ortogonali di origine greca e della tradizione rituale etrusca relativa alla fondazione delle nuove città, fin da quella di Roma stessa così come narrata dai miti.
L'urbanistica romana, trovò attuazione nella fondazione di molti nuovi centri urbani sia nella penisola sia nelle province. La fondazione di nuove colonie fu infatti frequente sia in epoca repubblicana che in epoca imperiale e fu uno degli elementi duraturi ed essenziali dell'espansionismo romano.
Per tali fondazioni o rifondazioni di insediamenti esistenti venne messo a punto uno schema generale basato sulla conformazione dell'accampamento militare (castrum). Tale schema, forse derivato da quello greco, era basato su due assi perpendicolari: il cardo massimo (molto spesso in asse nord-sud) e il decumano massimo (est-ovest): al loro incrocio, al centro simbolico e funzionale sorgeva il foro si svolgevano le riunioni politiche, veniva amministrata la giustizia, si esercitava il commercio e si svolgevano le cerimonie religiose.
La forma della città era generalmente quadrangolare e l'applicazione dello schema era piuttosto flessibile, adattato alla conformazione dei luoghi, dando origine a schemi quasi mai completamente simmetrici in cui l'incrocio degli assi principali non sempre era il centro geometrico della città.
Lo schema di questo impianto ortogonale è ancora riconoscibile in numerosi centri urbani grandi, medi e piccoli in tutta Europa, per esempio Firenze, Pistoia, Lucca, Fondi, Aosta, Verona, Vicenza, Como, Aquileia, Torino, Jesi, Pavia, Cremona, Modena, Fano, Benevento, Parma, Ascoli, Padova, Trento, Asti, Imola, Bologna, Milano, Silchester, Colonia, Saragozza, Treviri.
La strutturazione urbana si estendeva, con modalità simili, anche al territorio circostante, soprattutto pianeggiante, mediante la centuriazione cioè la suddivisione geometrica del terreno agricolo secondo una scacchiera regolare che corrispondeva anche al reticolo idrico di bonifica.

Ricostruzione della città di Colonia in epoca romana
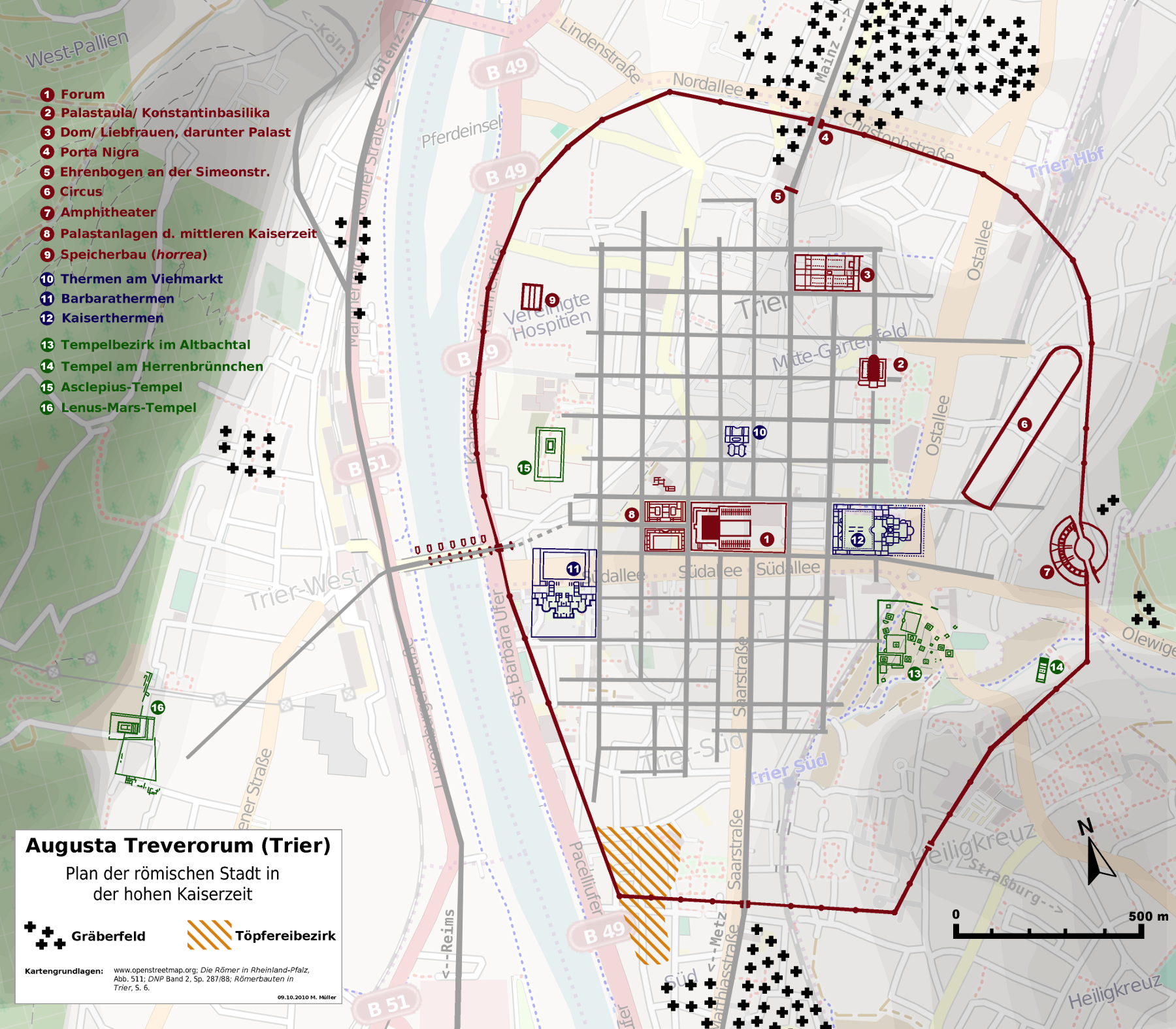
Treviri (Augusta Treverorum)
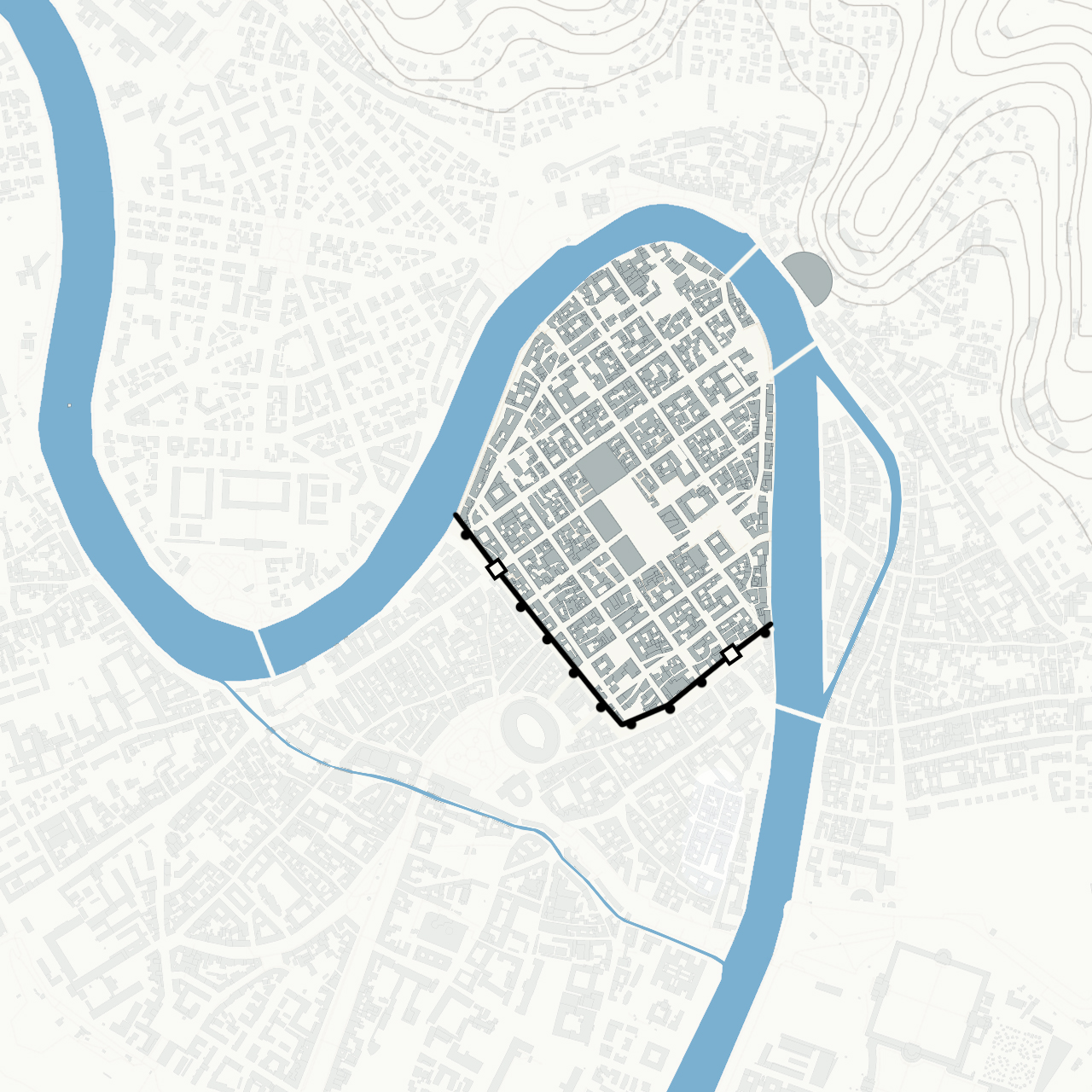
Verona romana
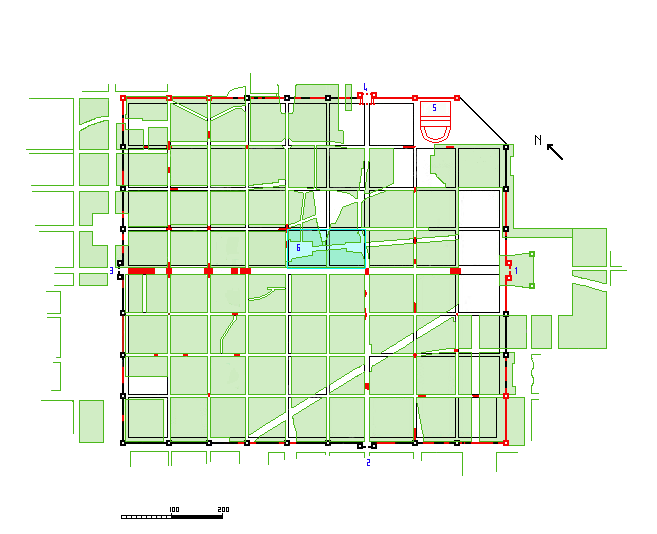
Torino romana

## Urbanistica medievale

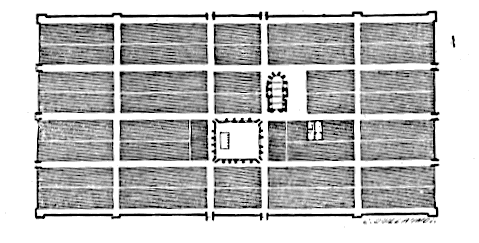
Monpazier

Nel passato lo studio dell'urbanistica medievale era piuttosto trascurato, nonostante in tale periodo siano nati un gran numero dei centri urbani.
I nuovi insediamenti ebbero origine in due distinte fasi storiche. Nell'alto medioevo e fino all'XI secolo vengono creati, soprattutto per iniziativa feudale, nuovi insediamenti in altura, con funzione difensiva e scarsa regolarità d'impianto (castelli), per farne il rifugio di abitanti della costa o del piano al fine di sottrarli a minacce ed impaludamenti. A tale tipologia corrispondono anche i castelnau francesi. Forse a questo periodo sono dovuti i primi schemi urbanistici radiali, dovuti alla posizione su un'altura tondeggiante che conduce ad un perimetro tendente al circolare ed a un doppio sistema stradale concentrico o radiale.
Invece a partire dal XII secolo, ma soprattutto tra XIII e XIV secolo, sorsero in tutta Europa numerosi centri urbani di "colonizzazione", al fine di popolare o ripopolare e controllare aree poco urbanizzate o rimaste in posizione marginale durante l'Alto medioevo, ed in particolare alle aree di pianura, impaludate, da bonificare. Le cause di questo fenomeno, particolarmente imponente nelle aree fuori dall'Italia, meno urbanizzate in epoca romana, ma anche nell'Italia centro-settentrionale, sono molteplici e variabili a seconda delle regioni geografiche. Si impose nuovamente lo schema urbanistico ortogonale sia pure con notevoli varianti.
Ugualmente, anche le città preesistenti, quasi tutte d'impianto romano, passarono prima da una fase di ripiegamento e contrazione in cui l'insediamento si ridusse all'interno delle mura ed a volte addossandosi alle maggiori strutture edilizie romane e successivamente ad una fase di espansione con la ricostruzione delle mura, la formazione di borghi extramurari e l'edificazione di nuove mura in un ciclo che spesso si dovette ripetere a distanza di poco più di un secolo. Esemplare a tale proposito l'evoluzione urbanistica di Firenze e delle sue mura nel Medioevo.
L'iniziativa degli insediamenti di nuova fondazione fu delle città (comuni) ma anche di sovrani e grandi signori e fu causata principalmente dall'esigenza di presidiare il territorio con insediamenti che assicurassero contemporaneamente la difesa e la colonizzazione di parti di territorio, spesso da bonificare ed avviare allo sfruttamento agricolo, richiamando nuovi abitanti con agevolazioni fiscali. Tale tipo d'insediamenti spesso chiamato "villa nuova o terra nuova" oppure "castello o borgo franco" come ancora ricordano diversi toponimi in Italia, come in Germania, Inghilterra e Francia (Villefranche, Franqueville, Francheville, Neuville, Villeneuve, Villenouvelle).
Un esempio di tali insediamenti sono le "terre nove" fiorentine: Castelfranco, San Giovanni Valdarno e Terranuova Bracciolini, edificate nel Valdarno Superiore, in cui Firenze voleva consolidare il controllo, secondo uno schema ortogonale attribuito ad Arnolfo di Cambio e munite di cinte murarie.
Dai fiorentini fu fondata anche Firenzuola nel Mugello. Nuovi centri fortificati furono fondati da Genova (Chiavari, Villanova), Siena (Monteriggioni), Lucca (Pietrasanta), Pisa (Castelfranco), Treviso (Castelfranco Veneto), Bologna (Castelfranco Emilia, Castelbolognese), Novara (Borgomanero), Padova (Cittadella, Montagnana), Vercelli (Gattinara, Serravalle Sesia), Asti (Montechiaro, Magliano Alfieri, Costigliole, Villafranca, Dusino, Poirino, Villanova). Nel solo Nord Italia si possono enumerare circa 200 nuovi borghi.
Particolari casi di città di fondazione furono Alessandria, fondata non da una città madre ma dall'intera Lega Lombarda (come anche Cuneo e Mondovì), in funzione anti imperiale e L'Aquila, fondata come centro di un'intera comunità rurale formata da numerosi villaggi incastellati posti sui rilievi intorno al punto prescelto per la nuova città.
Non mancarono fondazioni dovute all'iniziativa regia come Manfredonia, Alcamo, Cittaducale.
In area tedesca, oltre alla fondazione di moltissimi borghi (freiburg) nei vari land, si assiste ad un vasto movimento di colonizzazione mosse verso oriente, oltre l'Elba, con la fondazione di numerosissimi centri di fondazione, fino ed oltre la Polonia, grazie anche agli ordini militari (Danzica, Marienburgh).
In Inghilterra le nuove fondazioni sorsero per iniziativa regia, per consolidare conquiste territoriali recenti verso il Galles (Conway), per ragioni militari o per consentire lo sfruttamento di territori da colonizzare o bonificare.
In Francia sorsero numerose villeneuves e bastides, soprattutto a sud, su iniziativa regia, o di grandi feudatari per assicurare il controllo militare sul territorio o sui confini oppure degli ordini religiosi per colonizzare territori agricoli. Quasi nessuna di esse dette vita a centri urbani particolarmente importanti. Particolarmente interessante la città di Aigues-Mortes fondata da Luigi IX di Francia.

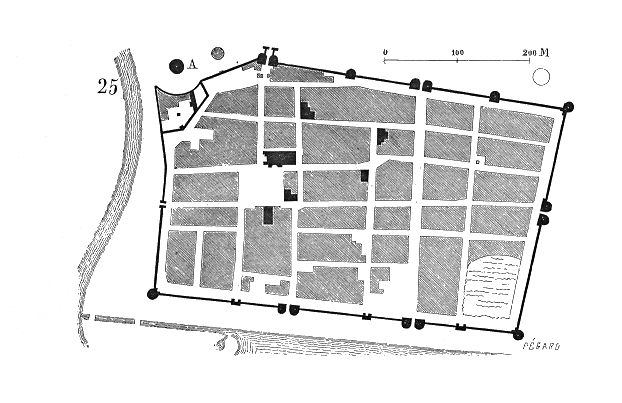
La struttura urbana di Aigues-Mortes
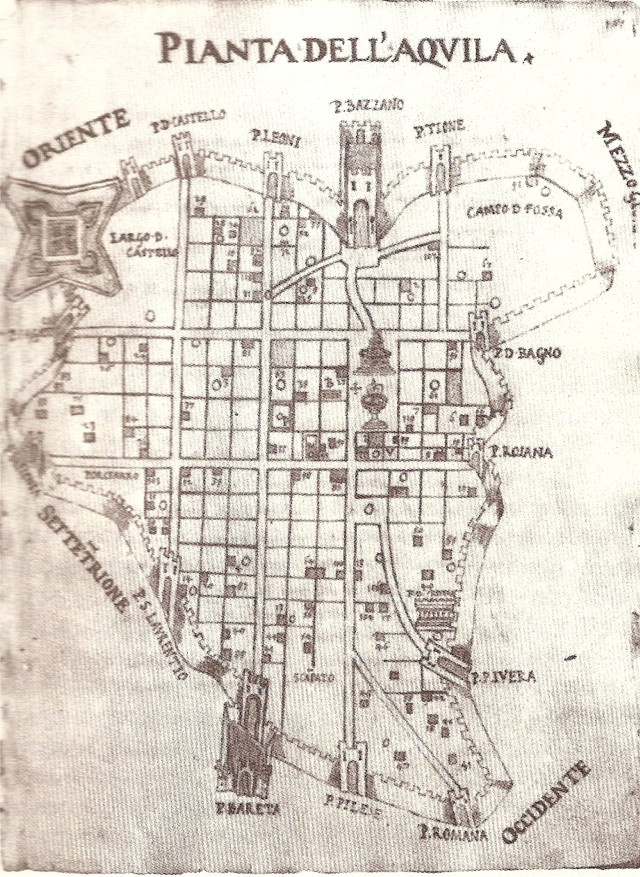
pianta dell'Aquila
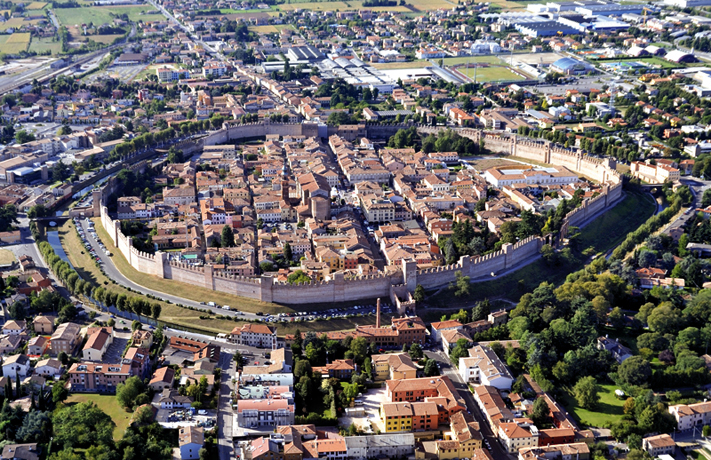
Cittadella (Padova)

## Rinascimento

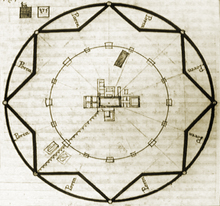
Sforzinda

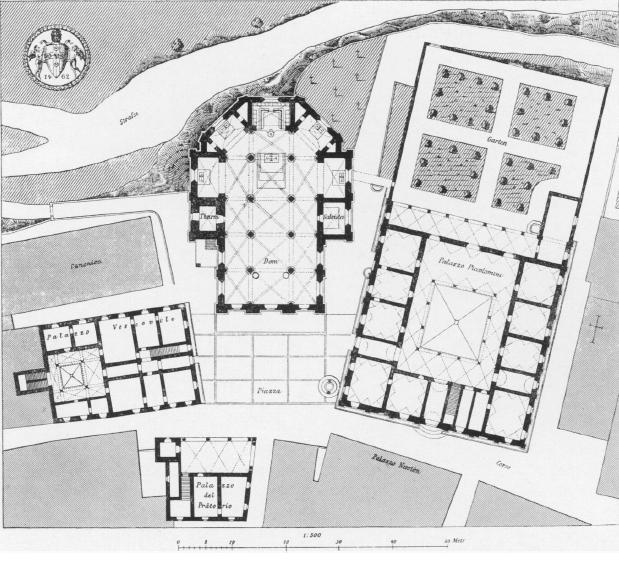
Pienza

Palmanova

### Le teorie della città ideale
L'idea di dare alla città una forma ordinata e razionale, facendone un simbolo della concezione artistica e filosofica di tutto il Rinascimento, matura lentamente nelle opere dei trattatisti del XV secolo, a partire da Leon Battista Alberti. Fu Filarete che, nel suo
trattato, disegna la prima città ideale, Sforzinda, con uno schema geometrico
rigoroso, con disegno di tipo radiale che caratterizzerà tutte le teorizzazioni successive, tradizionalmente indicate sotto il nome di città ideale. Tuttavia in Sforzinda la scala dimensionale della città è enorme rispetto alle città dell'epoca e non consente a Filarete una chiara definizione degli spazi urbani e del tessuto edilizio per il quale non da alcuna indicazione, forse non riuscendo a conciliare la struttura radiale delle principali strade con la maglia ortogonale implicita della rappresentazione del centro della città.
Francesco di Giorgio Martini propone un repertorio di forme simmetriche e rigorose, combinando impianti radiocentrici ed a scacchiera e tenendo conto delle nuove esigenze di difesa bastionata dalle artiglierie. Fu proprio l'evoluzione delle tecniche di fortificazione "alla moderna" che darà all'idea rinascimentale di città radiocentrica, la possibilità di materializzarsi in concrete realizzazioni.
La ricerca sulla forma della città coinvolse anche altri teorici dell'architettura come fra Giocondo e Sebastiano Serlio.

#### Le realizzazioni
Le realizzazioni urbane tra XV e XVI secolo furono invece abbastanza lontane dagli schemi teorici, anche se ugualmente caratterizzate dalla volontà di determinare i rapporti spaziali mediante la geometria.
Nelle concrete realizzazioni emerge la necessità di vie più larghe e spazi pubblici regolari e la ricerca di simmetria, caratteri legati anche ad esigenze rappresentative ed all'accentramento di potere nella figura del "Signore", committente e mecenate, che determina anche la definizione anche urbanistica della "sua" città.
Le esperienze più studiate sono l'intervento di trasformazione di Pienza, attuata da Rossellino e l'ampliamento di Ferrara (1492) di Biagio Rossetti che propone strade ampie in contrasto con la tradizione medievale.

### Le città di fondazione
Le città di fondazioni del periodo rinascimentale sono pochissime e realizzate a partire dalla seconda metà del XVI secolo, soprattutto per motivi difensivi. Infatti la ricerca teorica circa la forma della città, sull'esempio di Francesco di Giorgio Martini, si orientò rapidamente verso la definizione geometrica della forma urbana affidata al perimetro fortificato, sempre più complesso, verso forme stellate. Molti degli schemi prodotti, per esempio da Pietro Cataneo, rappresentano un tentativo di conciliare uno schema radiocentrico con uno ortogonale.
Tra le realizzazioni del XVI secolo alcune di esse ricorrono al tradizionale schema ortogonale Sabbioneta, edificata alla fine del XVI secolo per volere di Vespasiano Gonzaga e Terra del Sole, voluta dal Granduca di Toscana Cosimo I de Medici.
Fuori dall'Italia si possono citare Vitry-le-François (1544), Phalsbourg(1570), Freudenstadt (1599), Lixheim (1606). Alcune di esse rappresentano uno schema alternativo a quello radiocentrico, basato sul quadrato con una piazza al centro e due assi ortogonali che risente della descrizione del castrum fatta da Vitruvio e dalle ricerche di Durer sulla "città quadrata".
L'unica città realizzata sul finire del XVI secolo, con un chiaro schema radiocentrico, fu Palmanova costruita dalla Repubblica Veneziana. 

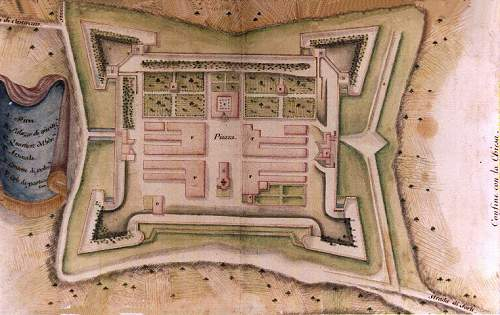
Terra del Sole, pianta della città fortezza medicea.
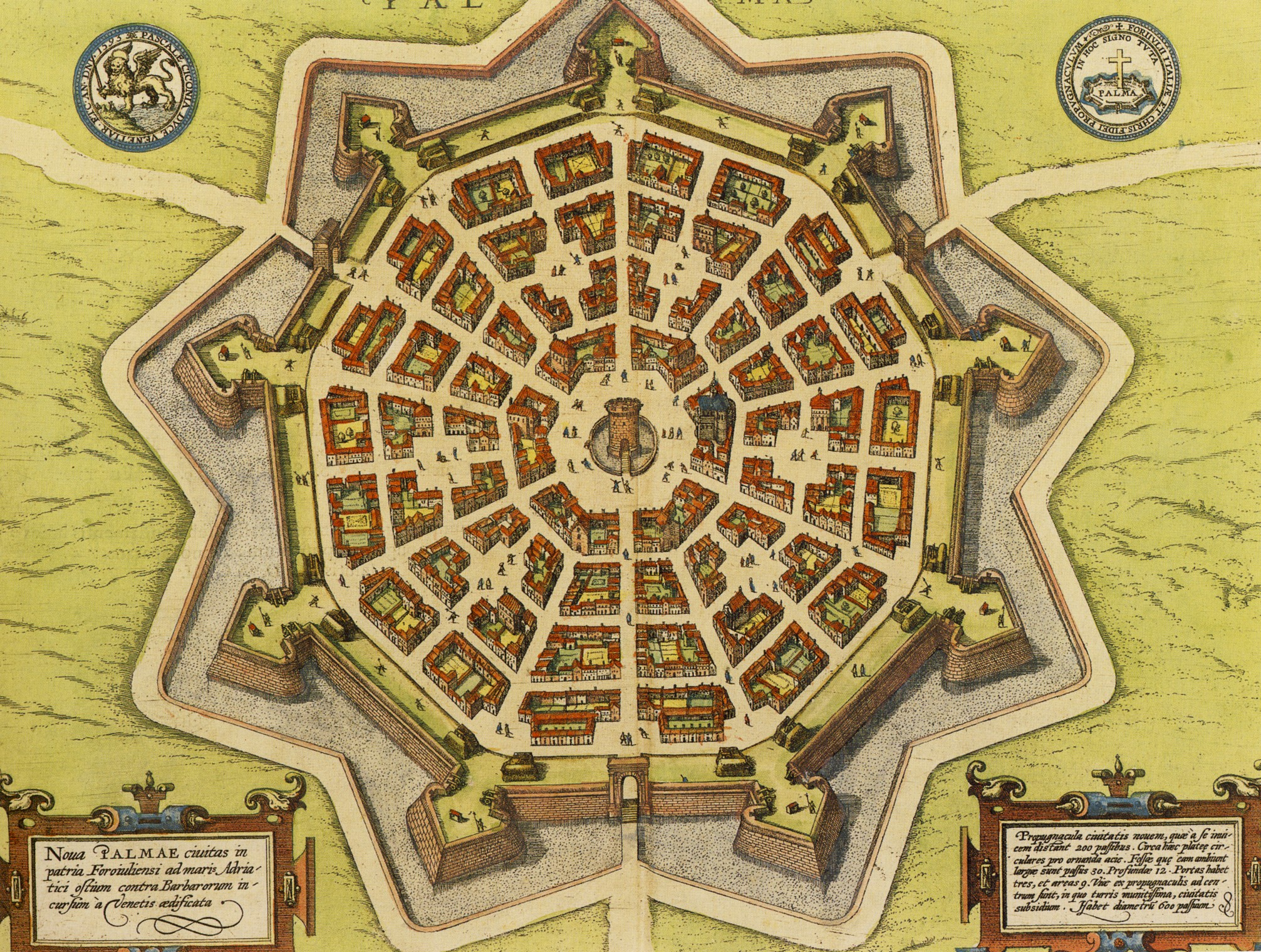
Palmanova, intorno al 1600
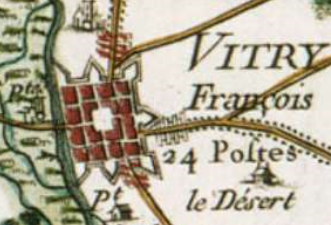
Vitry-le-François
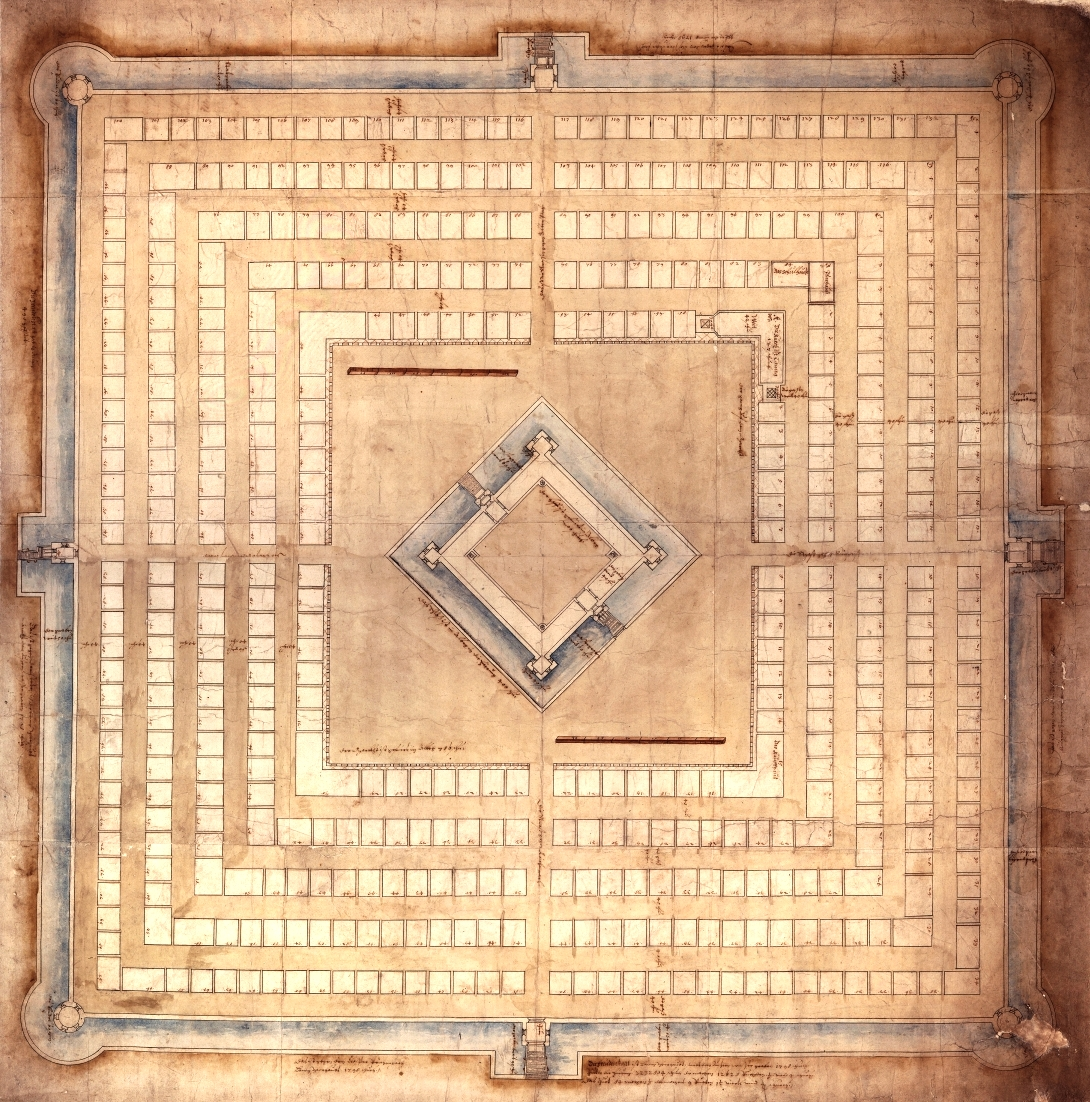
Freudenstadt, dal 1599

## Barocco

### Le città di nuova fondazione del XVII secolo
Il modello radiocentrico della "città ideale" elaborato, a partire dal XV secolo, dai trattatisti rinascimentali, ebbe dunque poche applicazioni durante il XVI secolo. Tuttavia sopravvisse nella trattatistica, anche a causa della coincidenza con le forme stellate delle cinte murarie a cui era giunta l'elaborazione della fortificazione alla moderna. Quindi, nel XVII e XVIII secolo, sorsero centri urbani in cui la forma poligonale delle fortificazioni, si accompagnava ad uno schema geometrico dell'organizzazione urbana, di tipo ortogonale ma anche di tipo radiocentrico.

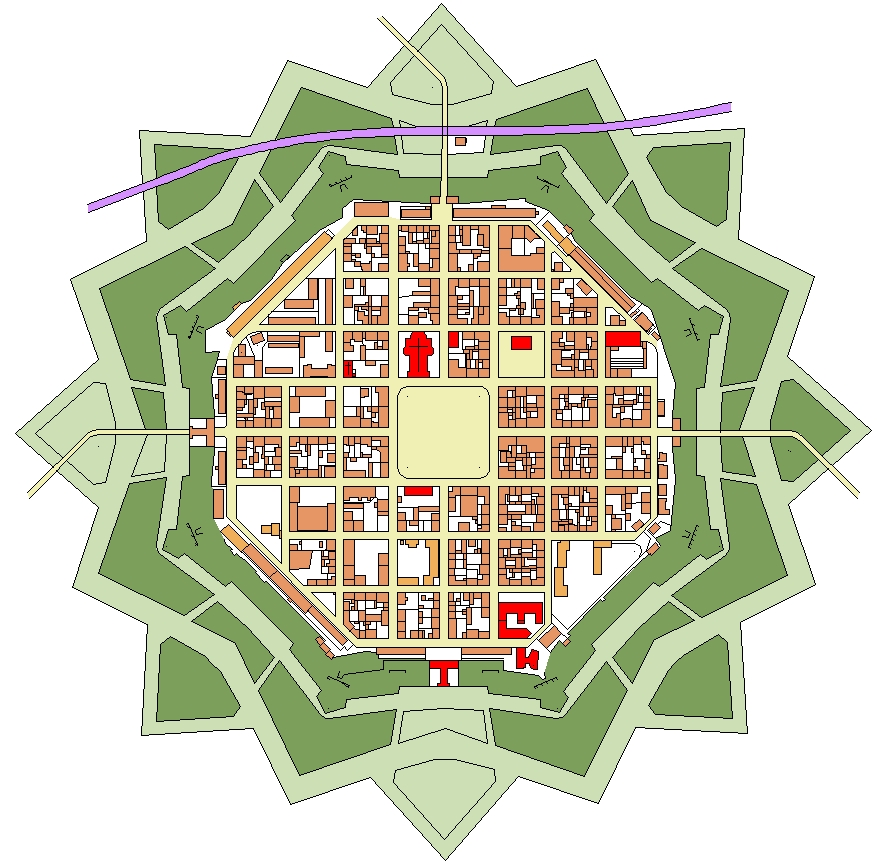
Pianta di Neuf Brisach

Questa coincidenza tra la ricerca di forme adatte alla fortificazione e quella relativa alla forma dell'insediamento trova un punto conclusivo nell'opera di Vauban come la nuova città fortificata Neuf Brisach, dalla forma stellata.
Oltre che ad esigenze di fortificazioni, nuovi centri urbani nacquero, nel XVII, per diverse cause, ma quasi sempre utilizzando lo schema a scacchiera o comunque prevalentemente ortogonale:
- per ripopolare aree di latifondo: molte decine di insediamenti in Sicilia tra cui Vittoria, Leonforte, Cinisi, Palma di Montechiaro, Paceco. Furono realizzate da nobili latifondisti a seguito dell'ottenimento della licentia populandi che il governo concedeva al fine di mettere a coltura quanta più possibile terra per sopperire al grande incremento demografico del XVI secolo.
- come ricostruzione a seguito di terremoti: tra questi Cerreto Sannita, costruita per volere del conte Marzio Carafa su progetto del regio ingegnere Giovanni Battista Manni, all'indomani di un sisma che nel 1688 distrusse il vecchio centro medievale e le città di fondazione in Sicilia, all'indomani del tragico terremoto del 1693 che distrusse Noto e gli altri centri del Val di Noto. Quelle più interessanti furono Avola progettata da Angelo Italia e Grammichele il cui disegno è attribuito a Carlos de Grunembergh i cui schemi urbanistici di forma esagonale sono desumibili dal trattato di architettura militare allora più conosciuto: I Quattro Primi Libri di Architettura di Pietro Cataneo.[17]
- ricostruzione a seguito di frane come (Servigliano XVII secolo) o altre
- iniziative di ripopolamento di stampo neofeudale, in Italia (Santo Stefano di Camastra, XVII secolo), così come in Francia (Henrichemont, Richelieu, Charleville nel XVII secolo).

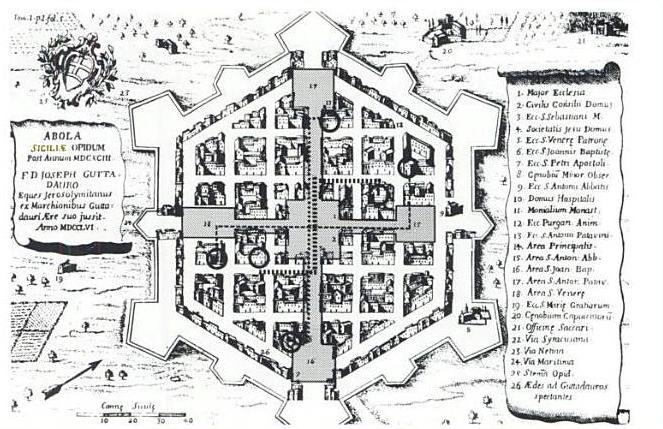
Pianta di Avola

## La colonizzazione portoghese e spagnola

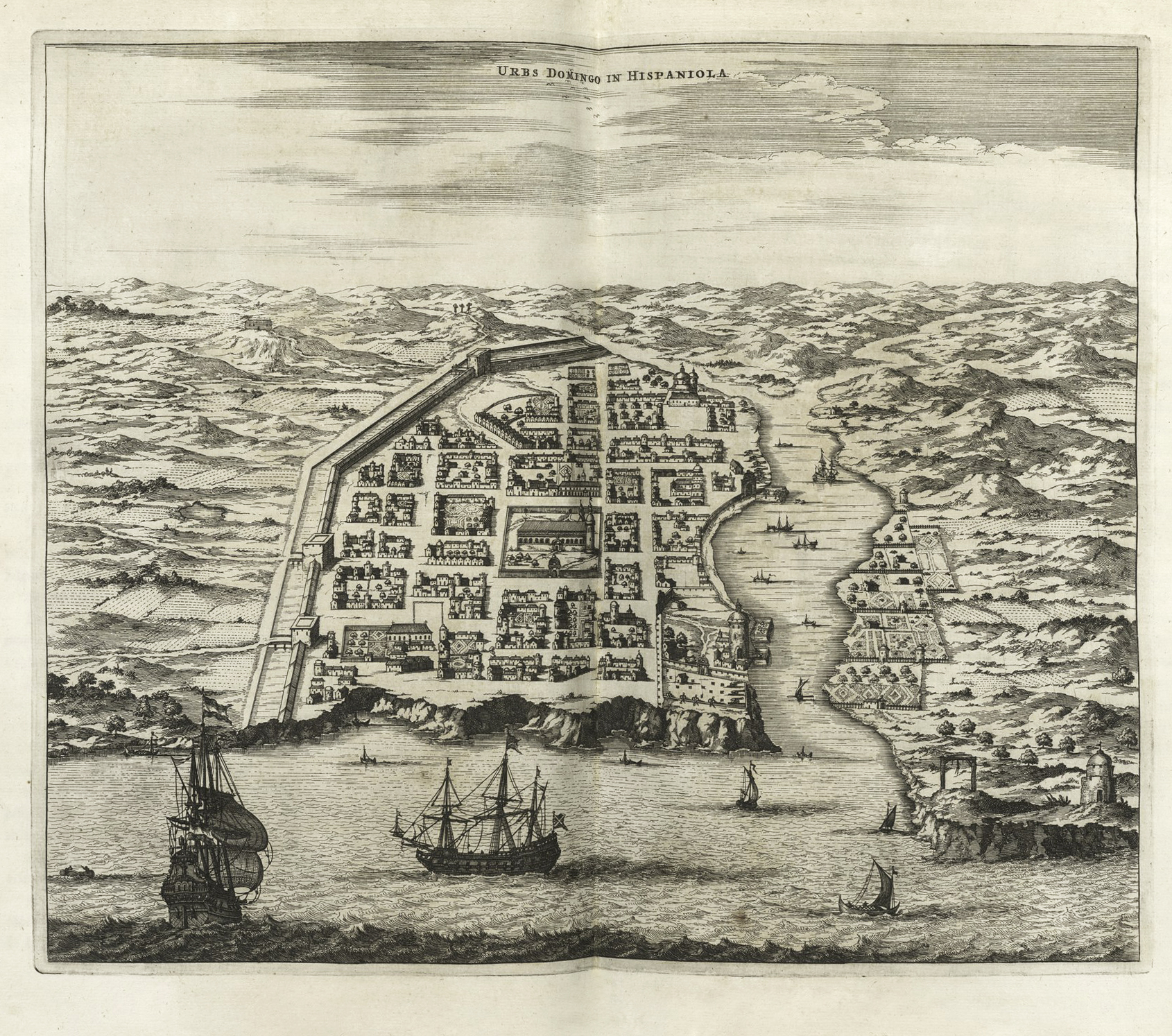
Santo Domingo

Nelle colonie spagnole e portoghesi del centro e sud America la fondazione di nuove città iniziò ben presto, inizialmente utilizzando gli schemi della tradizione medievale. Nel 1502 solo dopo pochi anni la scoperta del Nuovo Mondo, fu fondata Santo Domingo con schema sostanzialmente ortogonale ad isolati quadrangolaomteriri senza l'astrazione geometrica della ricerca urbanistica rinascimentale che si impose subito dopo, grazie alla diffusione dei trattati di fortificazioni. Un gran numero di città furono fondate su schemi geometrici.

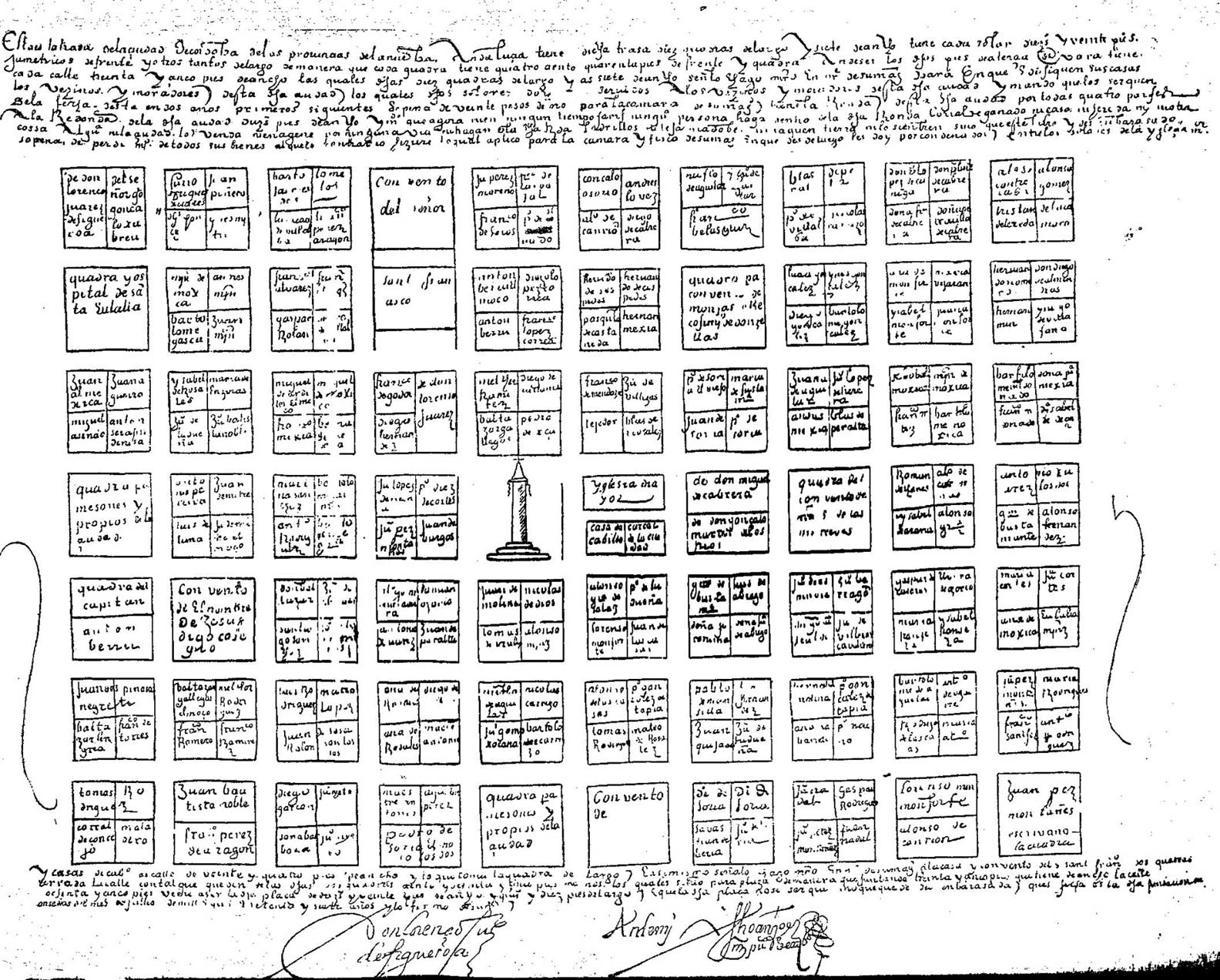
Il piano di fondazione di Cordoba in Argentina

## XVIII secolo

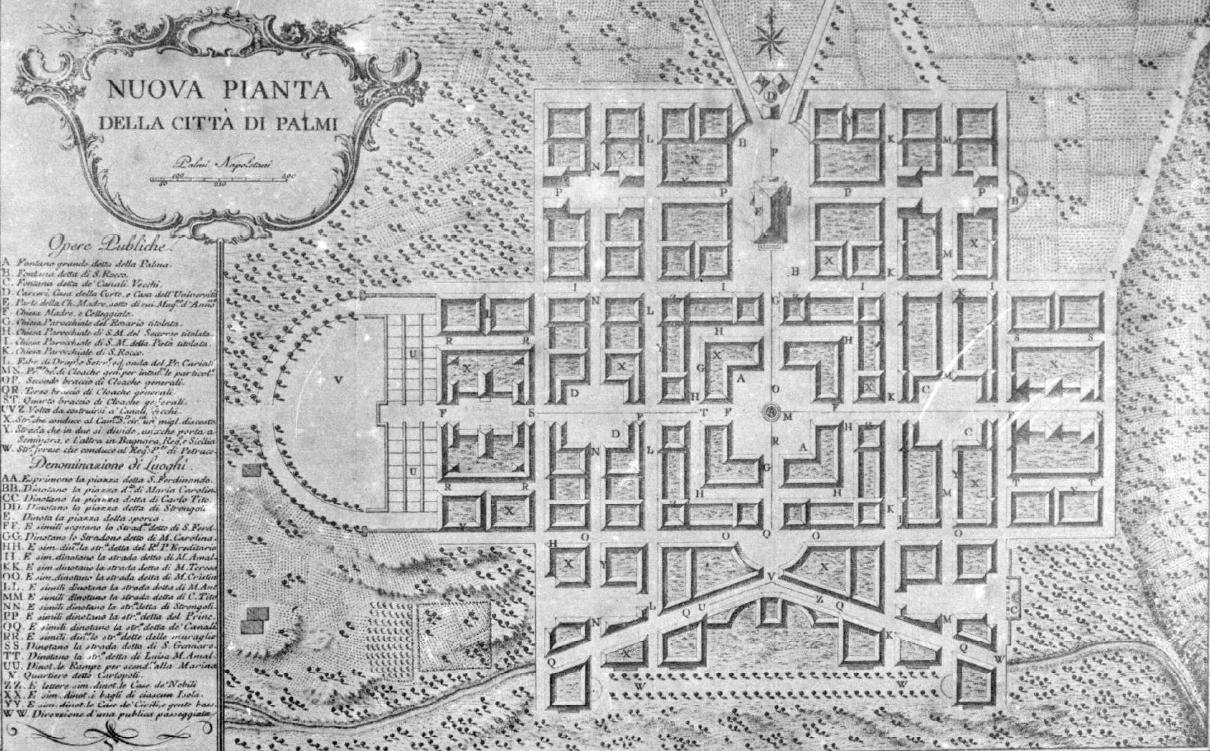
Il Piano Regolatore del 1783 della città di Palmi, per la ricostruzione a seguito del terremoto

Nel XVIII secolo possiamo evidenziare numerosi ed importanti fenomeni di nuova urbanizzazione con fondazione di nuovi centri abitati:
- il processo di vera e propria colonizzazione della Sardegna da parte dei Savoia. Furono fondate Carloforte (1738), Calasetta (1771), La Maddalena (1777), Santa Teresa di Gallura (1808), Villasimius (1824).
- le nuove fondazioni e rifondazioni che si resero necessarie a seguito del rovinoso sisma del 1783 in Calabria. Le piante di Seminara, Mileto, Gallina, Palmi, La Carolina, Bagnara, Borgia, Cortale, Bianco, Filadelfia, e la stessa Reggio Calabria, mostrano come gli schemi radiali e ortogonali della trattatistica rinascimentale fossero sul punto di essere superati da nuove istanze funzionali ed illuministiche.
- la nascita di insediamenti protoindustriali come (San Leucio),

Tra le grandi realizzazioni all'estero un posto di rilievo è occupato da San Pietroburgo destinata a diventare una grande capitale.

## XIX secolo
Nell'Ottocento la rivoluzione industriale, cioè le esigenze del modo di produzione capitalistico investe la struttura stessa delle città e l'organizzazione urbano-territoriale esistente, producendo grandi cambiamenti che continuano e durano fino ad oggi. Nelle vecchie città europee si assiste ai cambiamenti maggiori, con l'incontrollata espansione in sobborghi non pianificati che travolge l'immagine tradizionale della città chiusa nel perimetro delle mura, gli sventramenti dei centri storici, la separazione dei quartieri per ceti sociali, l'introduzione all'interno delle città di edifici produttivi, la sovrappopolazione con conseguente degrado delle condizioni sanitarie, l'importanza assunta dal mercato fondiario e dalla rendita. Contemporaneamente nascono nuove infrastrutture (fognature, acquedotto, tramvie) e nuovi strumenti di controllo e pianificazione del territorio (regolamenti edilizi, primi piani regolatori). Anche gli interventi attuati verso la metà del secolo per mettere ordine della crescita urbana senza regole della città della prima industrializzazione (come le trasformazioni di Parigi volute da Napoleone III e organizzate dal barone Haussmann) furono realizzate per massimizzare la rendita dei possidenti e favorire il controllo del territorio urbano da parte delle autorità.
Da questo periodo gli aspetti tecnici e gli aspetti politici dell'urbanistica si presentano sempre più connessi tra di loro, tanto da poter intendere la città come un “modello di rappresentazione” della civiltà borghese.
Tale carattere è evidente anche dell'ideologia del socialismo utopico nelle proposte di utopisti come Robert Owen, Charles Fourier e Jean Baptiste Godin che invece propongono insediamenti alternativi alla città reale, basati su rapporti sociali nuovi, come via d'uscita alla questione sociale della difficile condizione del proletariato urbano, impiegato nelle nuove attività manifatturiere. Gli utopisti non ebbero un seguito tale da incidere sull'evoluzione della città del loro tempo, tuttavia l'importanza relativa all'influsso sulla formazione dei caratteri dell'urbanistica moderna è giudicata più o meno positivamente dagli storici.
Tra gli interventi più notevoli di rinnovo urbano vanno ricordati quelli di Londra (1848-1865), Parigi (1853-1869), Bruxelles (1867-1871) e Vienna (1857), dove viene tracciato il "ring", ossia un'ampia arteria alberata che cinge l'intero nucleo medioevale, diventato l'elemento fondante della struttura della città. Un intervento simile fu realizzato a Firenze, dove la demolizione delle mura dette spazio alla formazione dei "Viali". 
A Barcellona Ildefonso Cerdá progettò un piano generale d'espansione basato su uno schema geometrico modulare in cui isolati tutti uguali, divisi da ampie strade, consentivano una crescita ordinata, descritta dal progettista nel libro "Teoria generale dell'urbanizzazione" (1987) uno dei primi tentativi di dare uno status teorico alla disciplina urbanistica.
Durante tutto il XIX secolo si assiste anche ad un impetuoso sviluppo urbano negli Stati Uniti d'America, nei paesi del Commonwealth, nelle nazioni dell'America Latina, in Giappone, nelle colonie dell'Asia e dell'Africa, con la fondazione di numerosissimi nuovi centri urbani.

## XX secolo

### Nuovi modelli abitativi

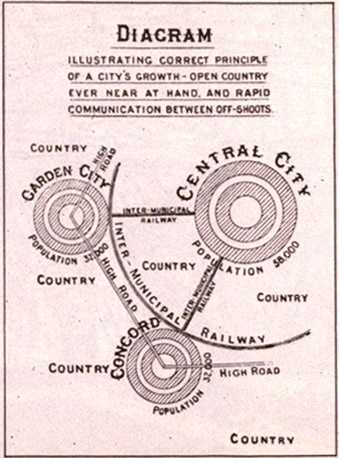
Diagramma delle città giardino come satelliti della metropoli

- Le città giardino. Come reazione alla crescita disordinata e senza qualità della città industriale, tra la fine del XIX e l'inizio del XX sec. si affermò in Gran Bretagna il movimento "Garden Cities of Tomorrow" promosso da Ebenezer Howard, che propose un modello urbanistico, basato sullo spostamento verso la campagna mediante la realizzazione di piccoli centri urbani decentrati nel verde caratterizzati dalla tutela delle qualità ambientali, dall'integrazione con il mondo rurale, dall'annullamento della rendita fondiaria e della speculazione attraverso la proprietà collettiva dei suoli. Alcune concrete realizzazioni furono realizzate da Raymon Unwin e Barry Parker (Letchworth).
- Amsterdam sud
- Le Hofe della Vienna socialdemocratica
- le siedlungen tedesche

### Nuovi modelli di città
- La Ville Radieuse
- Il CIAM e la città razionalista
- Le città di fondazione durante il fascismo
- Le nuove capitali: Brasilia, Canberra, Chandigarh